# Walter Pico
Walter Reinaldo Pico (Haedo, Buenos Aires, 18 de marzo de 1969) es un exfutbolista argentino que se desempeñaba en las posiciones de delantero y, más tarde, de mediocampista. Actualmente se desempeña como director técnico de la 5ª división de Boca Juniors.
Surgido de las inferiores del Club Atlético Boca Juniors, logró un total de cinco títulos con esa institución. Además de un título con el Club Atlético Vélez Sarsfield.

## Trayectoria

### Como jugador
Surgido de las categorías inferiores de Boca Juniors, militó en este equipo y en Vélez Sarsfield. Posteriormente emigró de su país natal, Argentina, al extranjero, donde jugó en clubes como Emelec de Ecuador, y UD Las Palmas, Albacete y CF Extremadura de la Segunda División de España. Se retiró en 2003, en el Fútbol Club Cartagena de España.

### Como entrenador
En 2010 firma como ayudante técnico de Mauro Navas en el Club Atlético Chacarita Juniors de la Primera división argentina.
En 2018, fue ayudante técnico de Alejandro Méndez en el Deportivo Morón de la Segunda División de Argentina.

## Clubes
| Club                  | País      | Año       |
| --------------------- | --------- | --------- |
| Boca Juniors          | Argentina | 1988-1992 |
| Vélez Sarsfield       | Argentina | 1992-1994 |
| Emelec                | Ecuador   | 1994      |
| Boca Juniors          | Argentina | 1994-1996 |
| UD Las Palmas         | España    | 1996-1998 |
| Albacete              | España    | 1998-2000 |
| CF Extremadura        | España    | 2000-2001 |
| Fútbol Club Cartagena | España    | 2001-2003 |

## Palmarés

### Campeonatos nacionales
| Título           | Equipo          | País      | Año    |
| ---------------- | --------------- | --------- | ------ |
| Primera División | Boca Juniors    | Argentina | A-1992 |
| Primera División | Vélez Sarsfield | Argentina | C-1993 |

### Copas internacionales
| Título                 | Equipo       | Sede final     | Año  |
| ---------------------- | ------------ | -------------- | ---- |
| Supercopa Sudamericana | Boca Juniors | Argentina      | 1989 |
| Recopa Sudamericana    | Boca Juniors | Estados Unidos | 1990 |
| Copa Master            | Boca Juniors | Argentina      | 1992 |